# Анаконда (фильм, 2025)
«Анако́нда» (англ. Anaconda) — предстоящий американский комедийный боевик ужасов 2025 года режиссёра Тома Гормикана. Это перезапуск франшизы «Анаконда», переосмысление фильма «Анаконда» (1997) и седьмая часть серии фильмов.
«Анаконда» планируется к выходу 25 декабря 2025 года и станет первым фильмом за 21 год в этой серии, который выйдет в кинотеатрах.

## Сюжет
Группа цирковых артистов, направляющихся к месту, которое они считают новым местом выступления, застряла в пышном тропическом лесу. Это произошло после того, как лодку, на которой они находились, анаконда уничтожила, а капитана судна съела. Их пути пересекаются со смертоносным браконьером, который охотится на анаконду, и который понимает, что теперь у него может быть достаточно приманки, чтобы поймать её. Но, будучи цирковыми артистами, для выживания им пригодились «несколько трюков в рукаве».

## В ролях
- Джек Блэк — Дуг МакКаллистер
- Пол Радд — Рональд Гриффен мл.
- Селтон Мелу — Сантьяго Брага
- Даниэла Мелшиор — Ана Алмейда
- Тэндиве Ньютон — Клэр Саймонс
- Стив Зан — Кенни Трент
- Джек Уотерс — Дуг в молодости
- Айони Скай — Мали МакКаллистер, жена Дуга

## Производство
В 2020 году студия Columbia Pictures привлекла сценариста Эвана Догерти для разработки нового, современного подхода к возрождённой франшизе, рассчитывая, переработав оригинальный сюжет, сделать блокбастер в духе фильма «Мег: Монстр глубины», заработавшего в прокате более полумиллиарда долларов. Согласно источникам, «подход Догерти будет не ремейком или продолжением оригинала, а его переосмыслением». Студия поставила себе целью взять простой и относительно дешёвый проект категории «Б» конца 1990-х годов и превратить его в масштабное зрелище с крупным бюджетом.
В марте 2023 года Том Гормикан был назначен режиссёром фильма. В августе 2024 года Джек Блэк и Пол Радд были утверждены на главные роли, а Том Гормикан был подтверждён в качестве режиссёра по сценарию, написанному Гормиканом и Кевином Эттеном. В сентябре к актёрскому составу присоединилась Даниэла Мелшиор.
В декабре было объявлено о дате выхода фильма.

По словам Радда, в фильме найдется занятие для всех.
«Хотите испугаться? Хотите посмеяться? Хотите отпраздновать с друзьями?» — говорит он, а затем замирает. «А может, вы одиноки, грустны и у вас никого нет, но вы хотите забыть об этом? Он выйдет на Рождество в 2025 году».

## Релиз
Фильм будет выпущен в прокат в США 25 декабря 2025 года. Его распространением займётся компания Columbia Pictures.